# Грушевка (Харьковская область)
Грушевка (укр. Грушівка), село,
Грушевский сельский совет,
Купянский район,
Харьковская область.
Код КОАТУУ — 6323781201. Население по переписи 2001 года составляет 1294 (601/693 м/ж) человека.
Является административным центром Грушевского сельского совета, в который, кроме того, входят сёла
Благодатовка,
Василевка и
Садовое.

## Географическое положение
Село Грушевка находится в месте впадения реки Осинка в реку Сенек,
выше по течению примыкает к селу Староверовка (Шевченковский район),
ниже по течению примыкает к селу Василевка.
Рядом с селом проходит автомобильная дорога Р-07 и железная дорога, станция Староверовка.

## История
- 1815 — дата основания.

## Экономика
- ОАО Агрофирма «Московский»
- Восточная фруктовая компания.

## Объекты социальной сферы
- Грушевский детский сад.
- Школа.